# Herb gminy Żytno
Herb gminy Żytno – jeden z symboli gminy Żytno, ustanowiony 25 marca 2021.

## Wygląd i symbolika
Herb przedstawia na tarczy koloru niebieskiego i otoczonego czarnym konturem w górnej części srebrną głowę lwa, ziejącego w prawo czerwonym ogniem z sześcioma płomieniami, a pod nim trzy kłosy zbóż w kolorze złotym. Głowa lwa nawiązuje do związanego z Żytnem rodu Życieńskich herbu Zadora, tarcza herbowa dodatkowo do rzeki Pilicy i jej dopływów, natomiast zboże to symbol rolniczego charakteru gminy. 